# Mörttjärnen (Norsjö socken, Västerbotten, 720574-165534)
Mörttjärnen är en sjö i Norsjö kommun i Västerbotten och ingår i Umeälvens huvudavrinningsområde.